# Nazlat Aulad asz-Szajch
Nazlat Aulad asz-Szajch – miejscowość w Egipcie, w muhafazie Al-Minja, w dystrykcie Maghagha. W 2006 roku liczyła 5989 mieszkańców.